# Minh ty Nam Bộ
Minh ty Nam Bộ hay minh ti thanh Nam Bộ (danh pháp khoa học: Aglaonema cochinchinense) là một loài thực vật có hoa trong họ Ráy (Araceae). Loài này được Engl. miêu tả khoa học đầu tiên năm 1915.